# Nicholas Jonas (album)
Nicholas Jonas è il primo album da solista di Nick Jonas, pubblicato nel 2004.

## Tracce
1. Dear God – 3:21
2. Time for Me to Fly – 3:31
3. Appreciate - – 3:07
4. When You Look Me in the Eyes - – 4:13
5. Higher Love - – 3:55
6. Please Be Mine - – 4:05
7. I Will Be the Light - – 4:21
8. Don't Walk Away - – 3:42
9. Joy to the World (A Christmas Prayer)- – 4:30
10. Crazy Kinda Crush on You - – 2:54
11. Wrong Again - – 4:00